# Pakeha
 (mars 2018).
Si vous disposez d'ouvrages ou d'articles de référence ou si vous connaissez des sites web de qualité traitant du thème abordé ici, merci de compléter l'article en donnant les références utiles à sa vérifiabilité et en les liant à la section « Notes et références ».

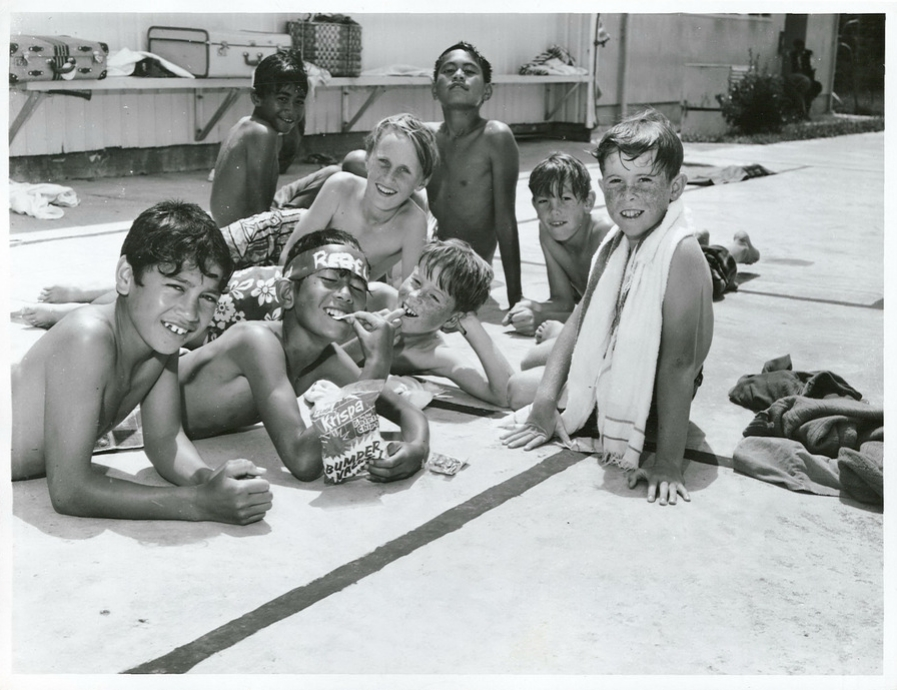
Enfants Māori et Pākehā à une école de natation

Pākehā (ou Pakeha) est le terme généralement employé pour désigner les Néo-Zélandais d'origine anglo-saxonne ou européenne, mais certains Māori l'emploient pour désigner toute personne non-māori. Ce terme fut employé pour la première fois peu après l'arrivée de colons européens en Nouvelle-Zélande à la fin du XVIIIe siècle.
En langue māori, le pluriel de Pākehā est Pākehā, puisque les pronoms et les articles définis en māori indiquent le pluriel. Lorsque ce terme fut adopté en anglais néo-zélandais, le pluriel devint Pakehas (sans macron), mais la forme māori est aujourd'hui utilisée de plus en plus en anglais néo-zélandais.

## Origines du mot
L'origine exacte du mot Pākehā est inconnue, bien qu'il dérive probablement de pakehakeha (des pêcheurs mythiques pour certaines iwi māories) et/ou de pakepakeha (des êtres humanoïdes mythiques, à la peau pâle et aux cheveux pâles ou rouges)

### Erreurs fréquentes
On entend parfois, à tort, les interprétations suivantes au sujet du terme Pākehā :
- Il s'agirait d'une adaptation māori de l'insulte bugger ya (« va te faire voir » en anglais) ;
- Le mot viendrait de poaka (« porc » en māori) et de keha (« puce »), avec bien sûr des sous-entendus péjoratifs. Les études linguistiques et étymologiques permettent de douter fortement de cette théorie. Puruhi est un terme plus courant pour une puce, et le mot poaka vient du proto-polynésien *puaka (connu dans toutes les langues polynésiennes), ces animaux ayant été introduits en Nouvelle-Zélande par les colons britanniques.

## Sens
Le Concise Māori Dictionary (Reed/Kāretu, 1990) définit ainsi le terme Pākehā: « étranger (généralement une personne blanche) », tandis que le dictionnaire anglo-māori / māori-anglais de Briggs (1990) définit un Pākehā comme « une personne blanche ».
D'autres termes pour désigner un Pākehā sont Européen de Nouvelle-Zélande, Néo-Zélandais européen et parfois Caucasian New Zealanders ou Blancs néo-zélandais.
Certains des premiers colons européens vécurent au sein de communautés māori et furent appelés Pākehā Māori.

## Acceptation du mot
Les attitudes des Pākehā vis-à-vis de ce terme varient. Certains l'emploient avec fierté pour désigner leur identité néo-zélandaise, par opposition à l'identité européenne de leurs ancêtres. D'autres s'opposent à cet emploi, et soutiennent que le terme Pākehā est insultant, puisqu'il sous-entendrait que les personnes blanches en Nouvelle-Zélande seraient des étrangers, même s'il n'est pas comparable au terme japonais gaijin. D'autres rejettent toute différenciation ethnique et préfèrent employer le terme "Néo-Zélandais" pour tout habitant de la Nouvelle-Zélande.
L'historienne Judith Binney se décrit elle-même comme une Pākehā et explique: "Je pense qu'il s'agit du terme le plus simple et le plus pratique. C'est le nom que nous donnent les Māori. Il n'a pas de sous-entendus péjoratifs, malgré ce qu'en pensent certains; il s'agit d'un terme descriptif. Je pense qu'il est bon d'avoir un nom conféré par les habitants de ce pays, parce que c'est ce que je suis".
L'historien Michael King se décrit lui aussi comme un Pākehā, dans son autobiographie Being Pakeha Now (1999).

## Identité culturelle
Bon nombre de Pākehā ne perçoivent pas aisément l'existence d'une culture pākehā. Alors que la culture māori est bien reconnue, celle des Pākehā tend à ne pas se distinguer de la culture néo-zélandaise au sens large.
Les aspects les mieux reconnaissables de la culture pākehā sont souvent étiquetés "Kiwiana". La culture néo-zélandaise inclut des éléments māori, pākehā mais également (et plus récemment) du monde entier.
Michael King discute de ce concept dans son Being Pakeha Now.